# Guerra gálata

Galo suicida el cual acababa de matar a su mujer; mientras sujetaba el cadáver giraba la cabeza hacia su enemigo al tiempo que se suicidaba, Palazzo Altemps.

Se conoce como la guerra gálata al conflicto militar que enfrentó en el año 189 a. C. al pueblo gálata contra la República romana y sus aliados de Pérgamo. La guerra se libró principalmente en Galacia, Asia Menor, territorio que forma parte de la actual Turquía.
Tras su victoria sobre el Imperio seléucida en la guerra romano-siria, los romanos obligaron a los vencidos a aceptar una paz desfavorable conocida como la Paz de Apamea. Buscando nuevas conquistas, la poderosa República dirigió su atención hacia las tribus galas de Galacia, que habían emigrado a Asia Menor casi 100 años antes de que se iniciaran las hostilidades. El cónsul Cneo Manlio Vulsón justificó su avance contra este pueblo al acusarle de proveer suministros a Antíoco III durante su guerra contra Roma, sin embargo, finalmente la campaña se iniciaría sin el consentimiento del Senado. Unidos a sus aliados de Pérgamo, los romanos avanzaron hacia el interior del territorio enemigo y atacaron a los gálatas. Durante la guerra se produjeron dos grandes batallas:
- La primera de ellas tuvo lugar en las inmediaciones del monte Olimpo, donde los romanos consiguieron una aplastante victoria sobre la unión de tribus de Galacia.
- La segunda y última, fue cerca de Ancira. En ella los romanos consiguieron una victoria aún más clara contra un número mayor de enemigos.

Estas derrotas obligaron a los gálatas a firmar la paz, tras lo que los romanos se retiraron a sus posesiones en Asia Menor. Manlio Vulsón regresó a Roma, donde fue acusado por sus enemigos políticos de amenazar la paz entre romanos y seléucidas. Tras el juicio, Vulsón fue liberado y el Senado le concedió un triunfo.

## Preludio
En el año 191 a. C., el rey seléucida, Antíoco III el Grande, inició la invasión de Grecia. Tras recibir noticias de los acontecimientos que se producían el Este, los romanos decidieron intervenir en el conflicto y enviaron un ejército con el objetivo de hacer retroceder a Antíoco. Tras un año de dura campaña, los romanos derrotaron al rey oriental en la batalla de las Termópilas. Tras la derrota, los seléucidas se vieron obligados a retirarse a Asia Menor. No obstante, los romanos les siguieron a través del mar Egeo, y junto a sus aliados de Pérgamo les derrotaron de manera decisiva en la batalla de Magnesia.
Derrotados totalmente, los seléucidas optaron por iniciar las negociaciones de paz con el general romano Lucio Cornelio Escipión Asiático. Esa primavera, Asiático fue reemplazado por el cónsul del año, Cneo Manlio Vulsón, cuya primera acción en el Este fue tomar el control de los ejércitos de la provincia. Vulsón había sido enviado a Oriente con la misión de concluir el tratado que Asiático había negociado con los seléucidas, sin embargo, no contento con la tarea que se le había encomendado, comenzó a planear una nueva guerra. Al día siguiente, Vulsón pasó revista a los soldados felicitándoles por su victoria sobre los sirios y proponiéndoles el inicio de una nueva guerra contra los gálatas asentados en Asia Menor. Como pretexto para iniciar la invasión, el general alegó que los gálatas habían suministrado apoyos a Antíoco durante la batalla de Magnesia. No obstante, según refleja el historiador Tito Livio en sus escritos, las verdadera razones que motivaron la invasión de Vulsón fueron las historias que había escuchado el cónsul acerca de la gran riqueza del pueblo gálata, además de su deseo de ganarse un nombre.
Esta guerra creó un precedente, era la primera vez que un general romano atacaba a una nación sin permiso del Senado o de la plebe. Este hecho se tornaría peligroso en el futuro, donde volvería a producirse en más de una ocasión.
Antes de iniciar el avance hacia territorio hostil, Vulsón se aseguró la alianza del Reino de Pérgamo. Sin embargo su rey, Eumenes II, estaba en Roma entrevistándose con el Senado, así que su hermano Átalo, que actuaba como regente del reino, tomó el mando del ejército pergameneo. Al ejército romano se unieron en pocos días 1000 soldados de infantería y 500 de caballería.

## La marcha de Vulsón
Las fuerzas combinadas de los ejércitos de Roma y Pérgamo iniciaron su marcha desde Éfeso. De allí avanzaron hacia el interior pasando por Magnesia y el territorio de Alabanda, donde se encontraron con 1000 soldados de infantería y 300 de caballería liderados por el hermano de Átalo. Una vez unidas las dos fuerzas, el ejército se dirigió hacia Antioquía del Meandro. Cuando entraron en la ciudad, el hijo de Antíoco, Seleuco, les ofreció trigo como parte del tratado que habían concluido tras la guerra.
Durante la marcha del ejército republicano a través de los territorios del valle del Meandro y de Panfilia, los romanos hallaron una gran cantidad de tiranos y regímenes despóticos locales que no les plantearon mucha oposición. Este idílico paso a través de territorio hostil finalizó cuando los romanos atravesaron las tierras del tirano Moagetes, conocido por su crueldad. Cuando los embajadores enviados por los romanos llegaron a la capital de Moagetes, este les solicitó que no devastaran sus tierras, pues era un aliado de la República romana, e incluso les prometió el pago de quince talentos. Los enviados romanos pidieron a Moagetes que enviara una delegación al campamento de Vulsón. Cuando los enviados llegaron, se dirigieron al cónsul de la siguiente manera, tal y como escribe el historiador Polibio:

No es Moagĕtes el único de los príncipes de Asia que se ha revelado como enemigo de Roma, ni el más decidido de entre los que buscan su destrucción, pero sí cree que es preferible atacarla que pretender su amistad.

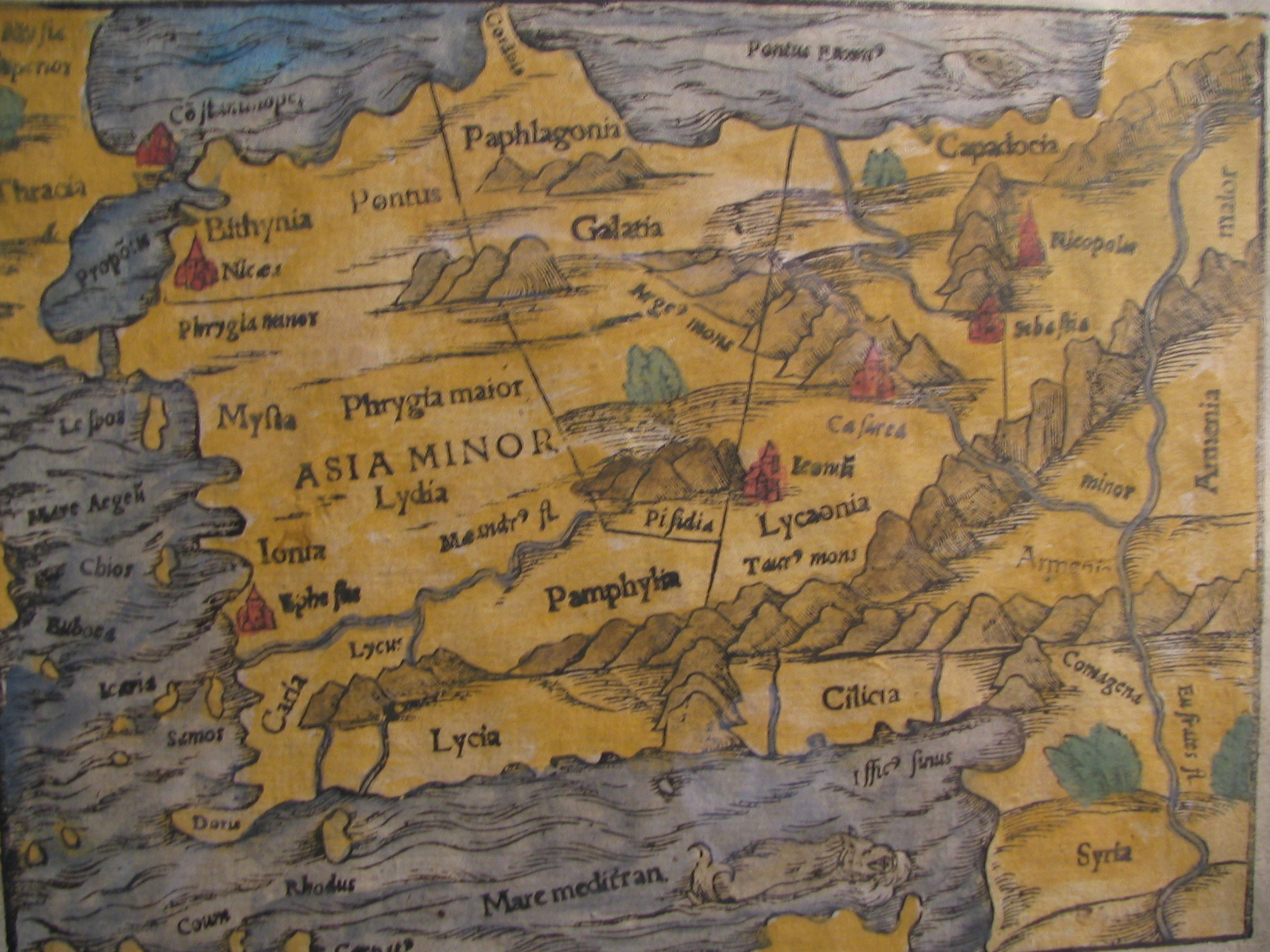
Mapa que muestra las distintas regiones de Asia Menor.

Los romanos quedaron aterrorizados por la enojada réplica del tirano y pidieron a su cónsul que concertara una entrevista con Moagetes para suavizar las relaciones, a la que Vulsón aceptó. Al día siguiente, el tirano salió de la ciudad y solicitó a Vulsón que aceptara los quince talentos prometidos. Tras escuchar a Moagetes, Vulsón dijo:

Si no pagas quinientos talentos, y agradece que te permita hacerlo, tus tierras serán devastadas y tu capital saqueada.

Sin embargo, el tirano logró tras arduas negociaciones convencer al cónsul para que redujera la multa a cien talentos con la condición de suministrarle 1000 medimnoi de trigo. Así, Moagĕtes logró salvar su ciudad y sus tierras. Cuando el ejército romano cruzó el río Colobato se encontró con embajadores procedentes de las tierras de Sinda, en Pisidia. Esta delegación solicitaba asistencia militar contra la ciudad de Termeso, cuyo ejército se estaba adueñando de todos los territorios adyacentes a la ubicación de su fortaleza.
El cónsul aceptó la oferta tras asegurarse que el apoyo militar romano y su consiguiente retirada de territorio sindio valía cincuenta talentos. Vulsón inició las tareas de sitio de la ciudad de Cirmasa en Pisidia, y tras un duro asedio logró apoderarse de ella y de sus grandes riquezas. Tras ello, los romanos se apoderaron de la ciudad de Lisinoe y obtuvieron un tributo de cincuenta talentos y 20.000 medimni de trigo y cebada de la ciudad de Sagalassos.
Al seguir su marcha, el ejército romano se encontró de nuevo con Seleuco, que tomó a los heridos con él y los llevó a Apamea. Antes de emprender su propio camino, el sucesor de Antíoco proveyó a Vulsón de algunos guías, tan necesarios en estas inhóspitas e inexploradas tierras. Los romanos siguieron caminando durante tres días y finalmente se toparon con los tolostoboios, una de las tres tribus gálatas más numerosas e importantes. Vulsón convocó inmediatamente un consejo de guerra y preparó a su ejército para la inminente batalla. Al mismo tiempo, el cónsul envió embajadores a negociar con Eposognato, cacique de los tectosagos y único líder de esas tierras que mantenía buenas relaciones con Pérgamo. Los embajadores regresaron con buenas noticias para Vulsón, pues Eposognato había aceptado una alianza militar con la condición de que el ejército republicano no penetrara en sus tierras. El cacique tectosago alegó además que trataría de buscar la sumisión del resto de caciques gálatas.
Vulsón y su ejército continuaron su marcha hacia el interior y establecieron un campamento fuertemente fortificado en los alrededores de una fortaleza gálata llamada Cuballum. Mientras permanecieron allí, la caballería gálata atacó la vanguardia romana, causándole importantes bajas antes de que la caballería romana contraatacara causando a sus enemigos bajas aún mayores. Tras conocer que los gálatas esperaban refuerzos, Vulsón decidió iniciar una cautelosa marcha que lo alejara del punto de mira de sus enemigos.

## Batalla del monte Olimpo
Los romanos y sus aliados pergameneos llegaron a la ciudad de Gordión y la encontraron desierta. Aliviados al no hallar enemigos en los alrededores, las fuerzas romanas establecieron un campamento cerca de la ciudad. Tras unos pocos días acantonados allí, llegó ante Vulsón un embajador procedente de Eposognato que le informaba de que su jefe no había tenido éxito al persuadir al resto de caciques gálatas para que se unieran a la causa romana y que estos marchaban hacia su posición.

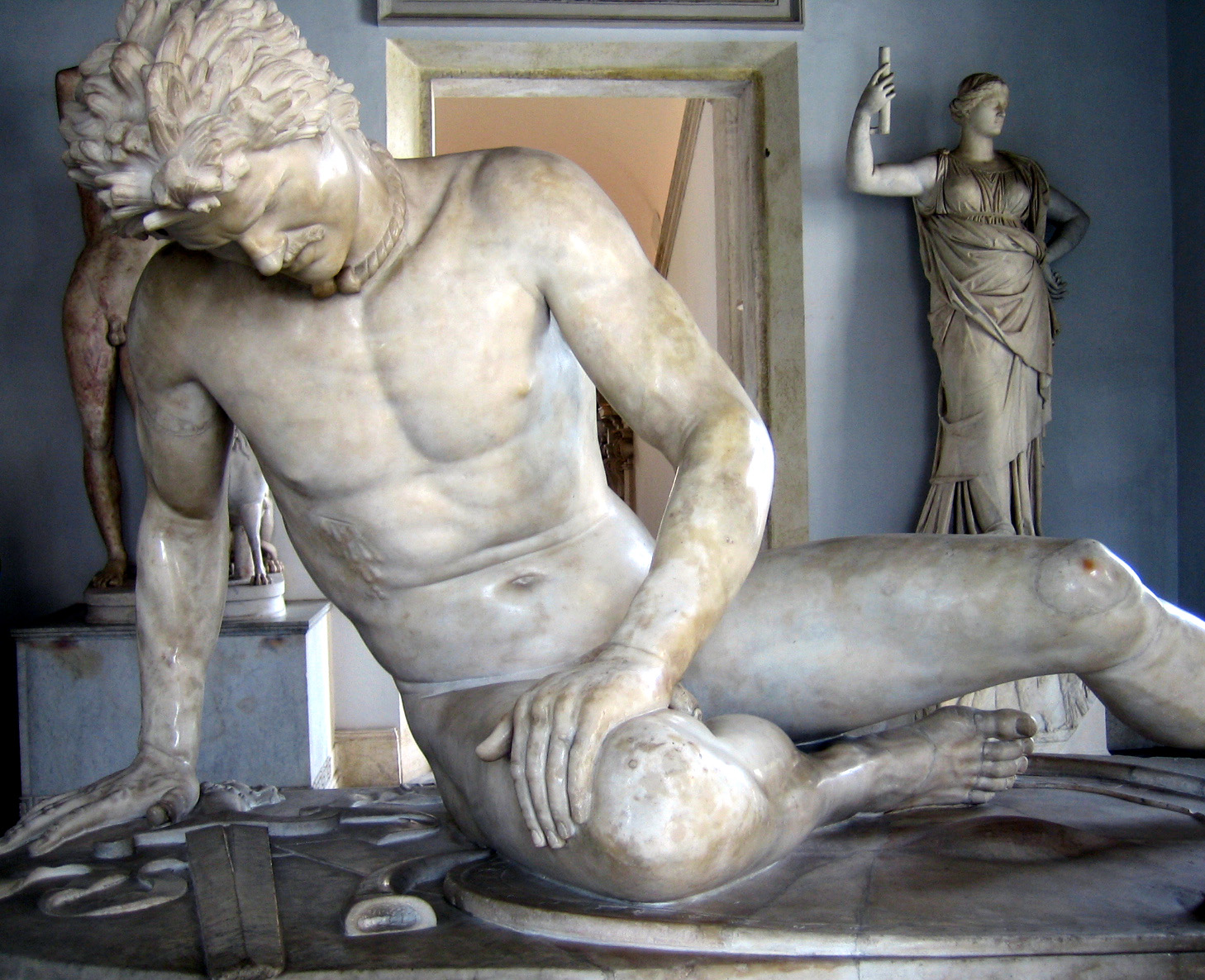
Gálata moribundo Escultura helenística griega de un guerrero gálata.

Al día siguiente los tolostoboios tomaron el monte Olimpo, mientras los tectosagos y los trocmos hicieron lo propio con el resto de las montañas que circunvalaban el campamento romano. La posición más defendida de los gálatas, provista de un foso y de múltiples obras destinadas a su protección, se localizaba en el monte Olimpo. Durante los dos primeros días, los romanos exploraron las montañas localizando los puntos débiles de los gálatas. Al tercero, atacaron la posición gálata con sus hostigadores. En un primer momento, la batalla estuvo equilibrada, pero cuando las fuerzas se aproximaron e iniciaron los combates cuerpo a cuerpo, se impuso el superior armamento y organización de los ejércitos pergameneo y romano. La batalla, anteriormente equilibrada y cruenta, se tornó en una masacre cuando los romanos arrasaron el campamento gálata. A consecuencia de la batalla, los gálatas perdieron 10 000 de sus hombres, además de otros 40.000 que fueron capturados.

## Batalla de Ancira
Tras la victoria romana en el Olimpo, los tectosagos, atemorizados por la muestra de poder romano, decidieron enviar una delegación a los romanos. Esta delegación solicitó a Vulsón que no les atacara y que enviara una embajada para negociar un tratado de paz con ellos en Ancira. El principal motivo por el que los tectosagos solicitaron a los romanos que cesaran las hostilidades, fue la necesidad de ganar tiempo para que las mujeres y niños de su tribu cruzaran el río Halys. La otra razón era crear una situación necesaria para atentar contra la vida de Vulsón, durante la conferencia en Ancira. Mientras marchaban hacia dicha conferencia, un regimiento de caballería gálata cargó contra Vulsón y su escolta. En el enfrentamiento que siguió, los gálatas arrollaron en un primer momento a los romanos, pero fueron expulsados cuando unos soldados que el cónsul había escondido reforzaron el frente de resistencia romano.
Los romanos pasaron el resto de los dos próximos días explorando el área. Al tercero se encontraron con el ejército gálata, formado por 50 000 hombres. El ejército romano-pergameneo inició la batalla liderado por sus hostigadores, que tan buenos resultados les habían dado en el Olimpo. La eficacia de los hostigadores romanos se repitió y el frente gálata se deshizo al primer ataque, huyendo en dirección a su campamento. Las alas del ejército gálata resistieron por más tiempo, pero deshecho el frente, se vieron obligados a retirarse para evitar una masacre. Los romanos optaron por perseguirles hasta llegar a su campamento, donde causaron tan cuantiosas bajas que sólo unos pocos gálatas lograron unirse a las mujeres y niños que habían huido a través del Halys, ahora protegidos por los trocmos.

## Consecuencias de la guerra
Las derrotas del Olimpo y de Ancira obligaron a los gálatas a pedir la paz a los romanos. Esta campaña enriqueció de sobremanera a Vulsón y a sus legiones a costa de los tesoros que los gálatas habían acumulado durante sus conquistas en Asia Menor. Con propósitos conciliadores enviaron los gálatas una embajada a Vulsón, sin embargo, el cónsul se dirigía a toda prisa hacia Éfeso debido a la inminencia del invierno.
Vulsón permaneció otro año más en Asia Menor. Durante este tiempo, el cónsul concluyó el Tratado de Apamea con Antíoco. Además de ello, Vulsón se dedicó a organizar territorialmente esta zona dividiéndola en dos áreas comprendidas entre Pérgamo y Rodas. Cuando llegaron los enviados gálatas, Vulsón respondió a sus peticiones con la promesa de que el rey de Pérgamo, Eumenes II, ultimaría los detalles del tratado de paz cuando el general llegara a Roma.
Vulsón inició su regreso a Roma en el año 188 a. C. y llegó a la capital de la República en el año 187 a. C. Cuando entró en la ciudad, Vulsón fue duramente criticado por iniciar la guerra sin la debida autorización senatorial. Sin embargo, el apoyo popular le valió el perdón de sus compañeros senadores y la recompensa de un triunfo.